# Kennedy (parroquia)
Kennedy es una parroquia urbana ubicada al norte de la ciudad de Quito, parte de las 32 parroquias urbanas y de las 64 en general que conforman el Distrito Metropolitano de Quito. Limita al oeste con La Concepción, al este con El Inca, al norte con Comité del Pueblo y al sur con Jipijapa.
El barrio de la Kennedy, mayoritariamente residencial, es uno de los sectores más conocidos en el norte de Quito, lo que ha hecho que en este barrio se encuentren una buena cantidad de locales comerciales y restaurantes, principalmente en la Ramón Borja, calle principal del barrio.

## Historia
El barrio de la Kennedy, anteriormente ocupado por la hacienda El Rosario, es levantado en los años 60 con ayuda del gobierno de los Estados Unidos para las clases pobres de la ciudad. Es por eso que el barrio recibe su nombre de un presidente estadounidense, en este caso de John F. Kennedy. Al mismo tiempo, se levantó frente al barrio el aeropuerto de Quito lo que permitió acelerar el crecimiento de la zona. Otros barrios ubicados en la parroquia, como La Luz o La Rumiñahui, también aparecen y empiezan a crecer.

## Información
La parroquia Kennedy está situada en el noreste de Quito, a unos 9 km al noreste del centro de la ciudad, a una altitud de unos 2.825 m. La Avenida Galo Plaza Lasso cruza la zona en dirección norte. Al oeste se encuentra el Parque Bicentenario, donde antes se ubicaba el antiguo Aeropuerto Internacional Mariscal Sucre. Al noroeste, el área administrativa se extiende hasta la intersección de la Avenida de la Prensa y la Avenida del Maestro.
En el barrio de la Kennedy se encuentran lugares conocidos como el parque y el mercado, así como el Colegio Técnico Salesiano Don Bosco. Otros lugares de interés en la parroquia son la Unidad Educativa COTAC y la agencia norte del Servicio de Rentas Internas.

## Transporte
Se cuentan con dos líneas alimentadoras del Trolebús de Quito desde la estación norte El Labrador hasta los barrios de la Kennedy y la Rumiñahui. 

## Barrios

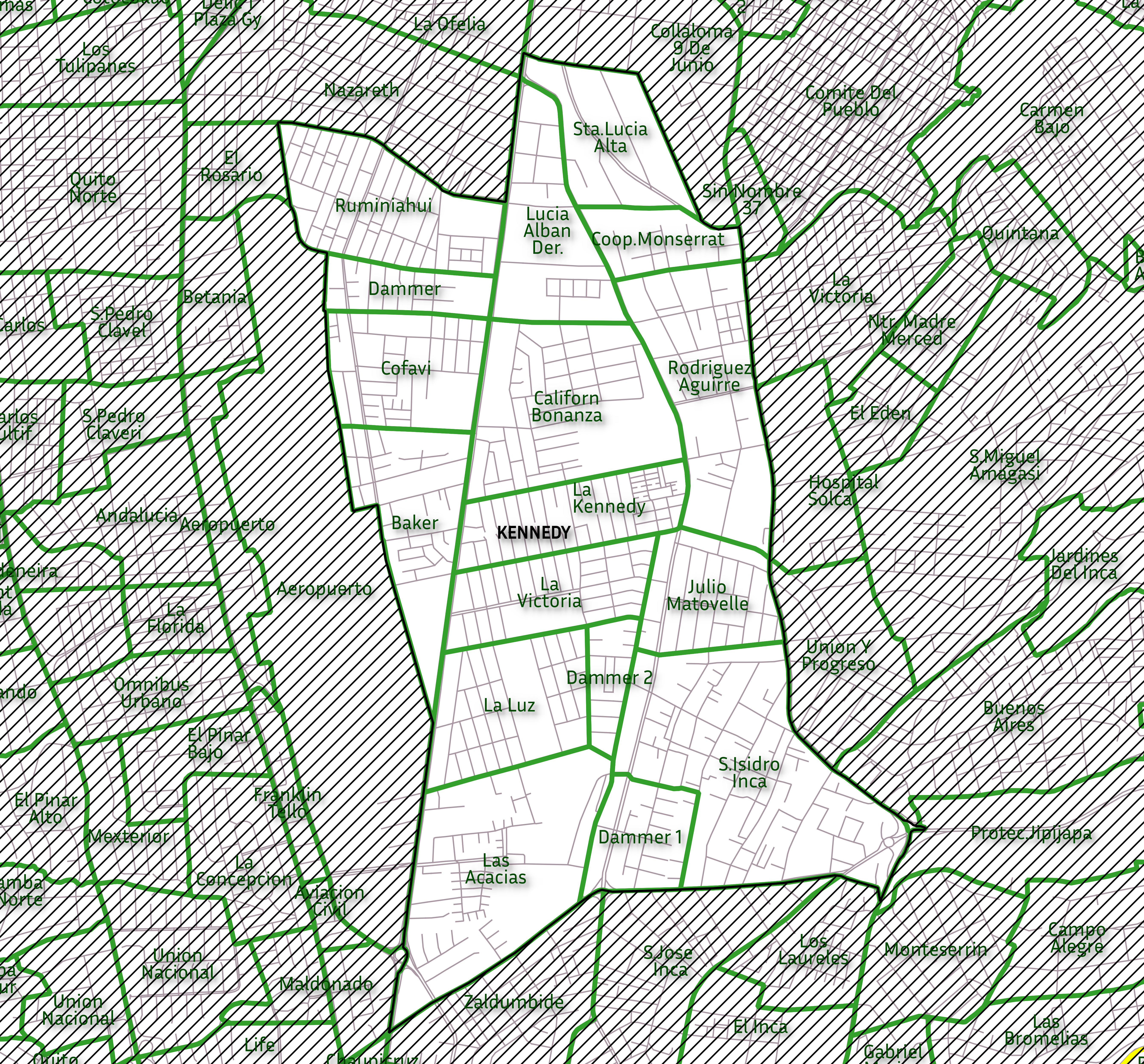
División Política de la Parroquia Kennedy

Los barrios que pertenecen a la parroquia Kennedy son:
- Baker
- California Bonanza
- Collaloma 9 de Junio
- Conjunto Ciudad Mediterraneo
- Conjunto Marcelo Gabriel
- Coop. Monserrat
- Dammer 1
- Dammer 2
- E Rocio
- La Kennedy
- La Luz
- La Victoria
- Las Acacias
- Lucia Alban
- Maldonado
- Matovelle
- Rodriguez Aguirre
- Rumiñahui
- San Isidro del Inca
- Santa Lucia Alta
- Zaldumbide